# هانك شتاينبرغ
هانك شتاينبرغ (بالإنجليزية: Hank Steinberg) هو منتج تلفزيوني وكاتب سيناريو ومخرج أمريكي، ولد في 19 نوفمبر 1969 في نك الكبرى ‏ في الولايات المتحدة.

## وصلات خارجية
- هانك شتاينبرغ على موقع IMDb (الإنجليزية)
- هانك شتاينبرغ على موقع ألو سيني (الفرنسية)
- هانك شتاينبرغ على موقع أول موفي (الإنجليزية)
- هانك شتاينبرغ على موقع قاعدة بيانات الفيلم (الإنجليزية)
- هانك شتاينبرغ على موقع كينوبويسك (الروسية)